# قاي إيتشيسون
قاي إيتشيسون (بالإنجليزية: Guy Aitchison)‏ هو فنان وشموم ‏ ورسام أمريكي، ولد في 1968 في آن آربر في الولايات المتحدة.